# 奥托·普菲斯特 (足球运动员)
奥托·马丁·普菲斯特（Otto Martin Pfister，1937年11月24日 - ）是一名德国足球教练，也是德国输出的最成功的主教练之一，1992年被选为非洲年度最佳主教练。他曾是阿富汗国家队的主教练。

## 教练生涯
普菲斯特从事足球已有60余年的历史，1961年，年仅23岁的他在瑞士开始了他的教练生涯，担任球员兼教练。普菲斯特的早期执教经验是在瓦杜茨、圣加仑、巴塞尔诺德斯特恩、穆捷和库尔等俱乐部获得的。他曾担任10支国际足球队的主教练，其中8支来自非洲，两支来自亚洲。1972年6月，34岁的普菲斯特作为球员退役，离开瑞士前往非洲，接任卢旺达主教练。普菲斯特将在非洲待了23年，执教了五支不同的国家队（上沃尔特（现为布基纳法索）、塞内加尔、科特迪瓦、扎伊尔（现为刚果民主共和国）和加纳），直到1995年。他的成就包括与加纳一起赢得JVC国际足联U17青年世界杯，以及让加纳国家队进入1992年在塞内加尔举行的非洲国家杯决赛。1995年，普菲斯特在亚足联担任孟加拉国国家队的主教练，1997-1999年还担任沙特阿拉伯国家队的主教练。在接下来的六年里，普菲斯特重返俱乐部足球，先后效力于埃及扎马莱克、突尼斯俱乐部斯法克斯人、黎巴嫩俱乐部内泽默和埃及俱乐部马斯里。普菲斯特于2006年2日18日被选为多哥的主教练，此前主教练斯蒂芬·克什在获得第一次世界杯决赛圈资格的情况下被解职。普菲斯特本人在球队在锦标赛的第一场比赛前不久辞职，因为他的球员因工资纠纷而罢工，但三天后他在球员的要求下被重新任命。普菲斯特于2006年9月8日被任命为苏丹俱乐部阿尔梅里赫的经理，随后于2007年10月26日离开该职位。第二天，普菲斯特签署了一份合同，担任喀麦隆的主教练，直到2010年。2011年3月24日，普菲斯特被任命为特立尼达和多巴哥的主教练。2014年2月，76岁的他重新执教阿尔梅里赫，他曾带领这支球队打入2007年非洲联盟杯决赛。

### 布基纳法索
1976年至1978年间，普菲斯特改变了布基纳法索足球的面貌。他们被称为上沃尔特国家足球队，直到1984年上沃尔特成为布基纳法索。布基纳法索的成立欢迎德国教练，并且由于对足球的天然兴趣、政府的承诺和普菲斯特的能力，布基纳法索国家队于1978年在加纳获得了他们第一次参加非洲国家杯的资格。正是布基纳团队的成功为普菲斯特在他第一次登陆非洲后的几年里横穿非洲、中东和亚洲开辟了道路。

### 科特迪瓦
1982年，普菲斯特成为科特迪瓦国家队主教练。为了回报他的新雇主对他的信任，他带领该国青年队参加了1983 年在墨西哥举行的国际足联世界青年锦标赛。他们没有资格进入四分之一决赛，然而，普菲斯特在1983年与科特迪瓦一起赢得U19非洲国家杯。

### 扎伊尔
普菲斯特于1985年接任刚果民主共和国国家足球队（原扎伊尔国家足球队）的主教练，他将花费四年时间帮助恢复1974年非洲冠军的昔日辉煌。普菲斯特负责培养新一代的“猎豹”，包括尤金·卡邦戈、加斯顿·莫巴蒂、潘古伊·梅里卡尼和穆图贝·桑托斯，他们都参加了 1988 年的非洲国家杯。

### 加纳
普菲斯特带领加纳在1991年国际足联U-17世界锦标赛上取得了著名的胜利。锦标赛于1991年8月16日至31日在意大利的佛罗伦萨、蒙特卡蒂尼泰尔梅、维亚雷焦、马萨、卡拉拉和里窝那等城市举行。加纳在小组赛中仅次于西班牙，晋级四分之一决赛，他们凭借穆罕默德·加戈和尼伊·普兰提的进球以2-1击败巴西。半决赛与卡塔尔0-0战平后，加纳在点球大战中以4-2获胜，与西班牙晋级决赛。1991年8月31日，加纳在佛罗伦萨的世界杯决赛中以1-0击败西班牙，这是加纳的第一个冠军。
加纳国家队在预选赛小组赛中名列前茅，获得了1992年非洲国家杯的参赛资格。加纳在决赛首轮以1-0战胜埃及和赞比亚后，晋级八强。加纳击败刚果，将他们带入半决赛，他们以2-1击败尼日利亚。 1992年1月26日在塞内加尔，加纳在非洲国家杯决赛中对阵科特迪瓦。经过加时赛，最终比分是0-0，比赛进入点球大战。经过一场马拉松式的点球大战，科特迪瓦最终在点球大战中以 11-10 获胜。点球大战意义重大，因为它是大型国际锦标赛决赛中的第一次，场上的每个球员都接受了点球。
在普菲斯特在加纳的那段时间里，人们多次观察到他没有系皮带，因此他的裤子穿得很低。这在加纳流行的俚语文化中产生了 "奥托·普菲斯特 "一词。在这方面，"奥托·普菲斯特 "在加纳年轻人的时尚中指的是裤子下垂的人。

### 孟加拉

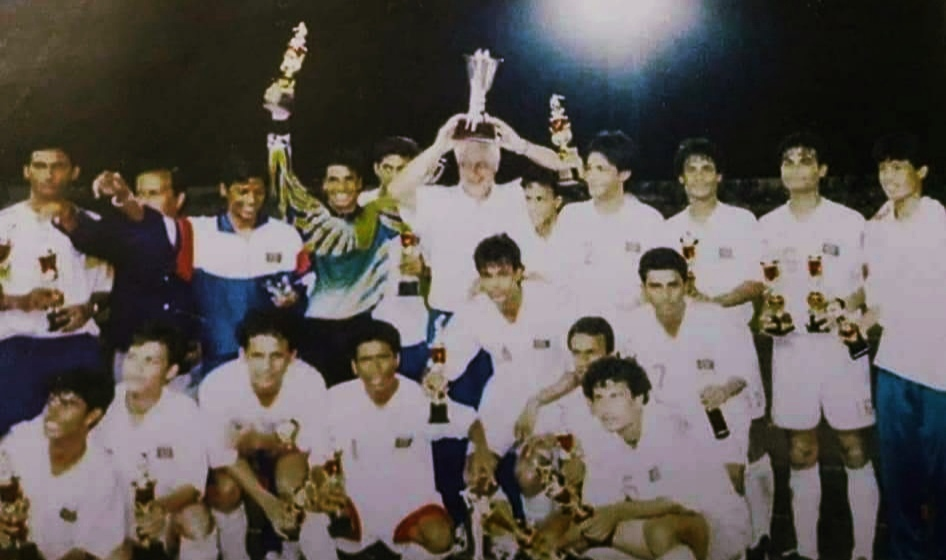
奥托·普菲斯特带领孟加拉国在缅甸赢得了四国老虎杯

普菲斯特于1995至1997年期间在孟加拉国执教。在缅甸赢得了四国老虎杯，这是该国有史以来第一次赢得国际奖杯。

### 沙特阿拉伯
普菲斯特于1997年成为沙特阿拉伯的主教练，成功带领沙特队闯入了1998年法国世界杯，但在赛前被粗暴解雇，因为他要求沙特王子少插手球队事务。在沙特阿拉伯输掉了首场两场比赛并且未能晋级后，卡洛斯·阿尔贝托·帕雷拉被解雇，普菲斯特在比赛结束后重新担任主教练。由于进入了世界杯正赛，沙特阿拉伯自动获得了参加1998年阿拉伯国家杯的资格。在奥贝德·阿尔-多萨里的4场比赛中打进8球的帮助下，沙特阿拉伯在决赛中以3-1击败卡塔尔后加冕冠军。同年沙特阿拉伯在1998年巴林海湾国家杯中获得亚军，尽管他们是唯一没有输掉比赛的球队。

### 扎马莱克
普菲斯特在扎马莱克期间非常成功。在担任主教练期间（1999-2002），普菲斯特赢得了令人印象深刻的五座奖杯。2000年12月10日，扎马雷克在非洲冠军杯的第二回合决赛中以4-3的总比分击败雅温得加农炮。这是埃及俱乐部的第一次获得此项冠军。2002年5月16日，普菲斯特带领扎马莱克以6-1的比分击败对手阿尔阿赫利，扎马莱克也进入了非洲超级杯决赛，以2-0负于橡树之心。

### 内泽默
普菲斯特在2004-05赛季被任命为黎巴嫩内泽默的主教练。在19场比赛之后，内泽默与支持者俱乐部并列2004-05年黎巴嫩超级联赛榜首。两支球队都需要赢得最后一场比赛。最终的结果是2-2，普菲斯特的内泽默因净胜球的优势而获得冠军。 普菲斯特为内泽默获得了2005年亚冠杯的参赛资格（他们最终以亚军的身份完成比赛）。在2004-05赛季，普菲斯特还与内泽默一起赢得了黎巴嫩超级杯和黎巴嫩精英杯。

### 多哥
2006年世界杯前三个月，在斯蒂芬·凯西被解雇后，普菲斯特被选中执教多哥国家队。在世界杯之前，球员们因为未支付奖金而罢工。面对对奖金的反抗，普菲斯特走了出来，说他再也受不了了。三天后，在球员和FTF工作人员的要求下，普菲斯特恢复了工作。
多哥在世界杯的首场比赛中输掉了比赛，尽管通过穆罕默德·卡迪尔的进球领先韩国队。下半场，让-保罗·阿巴洛在第55分钟被红牌罚下，李天秀和安贞焕的进球使得多哥以2-1失利。多哥在G组的下一个对手是瑞士，比赛定于6 月19日下午进行。然而，多哥队威胁要拒绝完成比赛并对未支付的奖金采取罢工行动。国际足联于6月17日与球队进行了谈判，说服他们及时前往多特蒙德完成比赛；亚历山大·弗雷和特兰吉洛·巴内塔的进球导致多哥2-0告负。多哥在小组赛最后一场对阵法国的比赛以2-0告负。

### 喀麦隆
2007年10月27日，普菲斯特被任命为喀麦隆的主教练。 他在加纳举行的2008年非洲国家杯中执教喀麦隆。塞缪尔·埃托奥的两个下半场进球不足以赢得首场比赛，埃及以4-2结束比赛。喀麦隆在四天后振作起来，以5-1令人信服地击败赞比亚。在他们的最后一场小组赛中，埃托奥再次梅开二度，帮助球队以3-0获胜。喀麦隆在小组赛中以第二名的成绩晋级埃及，晋级八强，在激烈的交锋中，他们以3-2击败突尼斯。 阿兰·恩孔在第 72 分钟为喀麦隆打入制胜球，帮助喀麦隆在半决赛中以1-0 击败加纳，帮助喀麦隆第六次闯入非洲国家杯决赛。 2008年2月10日，喀麦隆在阿克拉的决赛中迎战卫冕冠军埃及。埃及在第77分钟通过阿伯特里卡打进一球，这足以赢得比赛并获得2008年非洲国家杯的冠军。埃托奥以五个进球成为本届赛事的最高得分手。普菲斯特于2009年5月26日卸任。

### USM阿尔及尔
2015年1月，普菲斯特与阿尔及利亚足球甲级联赛俱乐部USM阿尔及尔联系在一起，不久后与该俱乐部签约。   5月1 日，普菲斯特被解雇。 

## 个人生活
普菲斯特于1960年代在埃维拉尔获得教练证书，随后在科隆继续深造。普菲斯特是UEFA教练执照持有人，拥有德甲职业足球教练执照，并且是FIFA和德国足协职业足球教练课程的讲师。
2001年，普菲斯特被授予非洲足联荣誉勋章和德国足协荣誉奖。
在加纳，俚语“Rules with an Iron-Pfister”经常被用来指代他的执教风格。
在加纳期间，普菲斯特的名声超越了足球。他将裤子穿在臀部而不是腰部的非常规风格已成为年轻人的时尚潮流。
评论说托尼·耶博阿的生日无法准确确定，加纳当时的主教练奥托·普菲斯特说：只有一种方法可以找出答案：把他的腿锯掉，然后数年轮！